# Мехеллат
Мехелла́т (перс. محلات) — місто на заході Ірану, в остані Меркезі. Є адміністративним центром однойменного шахрестану. Є четвертим за чисельністю населення містом провінції.

## Географія
Місто розташовано за 70 кілометрів на південний схід від Ерака, адміністративного центру остану та за 205 кілометрів на південний захід від Тегерана.

## Пам'ятки
Місто виникло за часів правління династії Ахеменідів. На захід від Мехеллата, поблизу села Корне, розташовані руїни стародавнього зороастрійського храму, збудованого за Селевкидів. Храм був важливим релігійним центром імперії.
Також у місті та його околицях розташовані термальні джерела й зони рекреації.